# Hudhayfa ibn al-Ahwas al-Qaysi
Hudhayfa ibn al-Aḥwas al-Qaysī (fl. VIII secolo) In arabo, حذيفة بن الأحوص القيس , fu wali di al-Andalus, nel 728.

## Origine
La Histoire de la conquête de l'Espagne par les Musulmans, riporta che Hudhayfa era figlio di al-Hawas al-Qaisi, di cui non si conoscono gli ascendenti.

La penisola iberica, nel 728, durante il governatorato di Hudhayfa ibn al-Ahwas al-Qaysi

## Biografia
Nel 727, secondo la Ibn Abd-el-Hakem's History of the Conquest of Spain il wālī d'Ifrīqiya, Bishr ibn Safwan al-Kalbi, era morto ed il Califfo degli Omayyadi, Hisham ibn 'Abd al-Malik, aveva designato come suo successore Ubayda ibn Abd al-Rahman al-Sulami, come conferma anche la Ajbar Machmuâ: crónica anónima.
Nel 728, il wālī di al-Andalus, Yahya ibn Salama al-Kalbi, a causa della sua inattività, fu sostituito dal nuovo wālī d'Ifrīqiya, Ubayda, con Hudhayfa, come confermano sia dalla Histoire de la conquête de l'Espagne par les Musulmans, che dalla Ajbar Machmuâ: crónica anónima.

La sua nomina a wali di al-Andalus come successore di Yahya viene confermata anche dalla Histoire de l'Afrique et de l'Espagne, che precisa che il suo governo durò solo sei mesi e fu sostituito da un nuovo wali: ʿUthmān ibn Abī Nisʿa al-Judhʿāmī.

Anche il Diccionario biográfico español, Real Academia de la Historia, riporta che il governatorato di Hudhayfa durò sei mesi dal luglio al dicembre 728.